# Protodejeania echinata
Protodejeania echinata är en tvåvingeart som först beskrevs av Thomson 1869.  Protodejeania echinata ingår i släktet Protodejeania och familjen parasitflugor. Inga underarter finns listade i Catalogue of Life.